# Corky Evans
Corky Evans (né le 2 janvier 1948 à Berkeley (Californie), aux États-Unis) est un ancien homme politique de Colombie-Britannique, au Canada. À deux reprises, il a été candidat à la présidence du New Democratic Party de Colombie britannique, mais est arrivé second à chaque fois. Dans chaque cas, son parti a constitué le gouvernement de Colombie britannique et son président est devenu premier ministre de la province. Il a été ministre sous plusieurs gouvernements.

## Référence
1. ↑  BC Election, « Provincial Election Results », sur elections.bc.ca (consulté le 19 juillet 2023)
2. ↑  BC Election, « ELECTORAL HISTORY OF BRITISH COLUMBIA 1987-1991 », sur elections.bc.ca (consulté le 19 juillet 2023)
3. ↑  BC Election, « ELECTORAL HISTORY OF BRITISH COLUMBIA 1987-1991 », sur elections.bc.ca (consulté le 19 juillet 2023)
4. ↑  BC Election, « ELECTORAL HISTORY OF BRITISH COLUMBIA 1987-1991 », sur elections.bc.ca (consulté le 19 juillet 2023)
5. ↑  BC Election, « ELECTORAL HISTORY OF BRITISH COLUMBIA 1871-1986 », sur elections.bc.ca (consulté le 19 juillet 2023)